# Palácio do Cunhal das Bolas

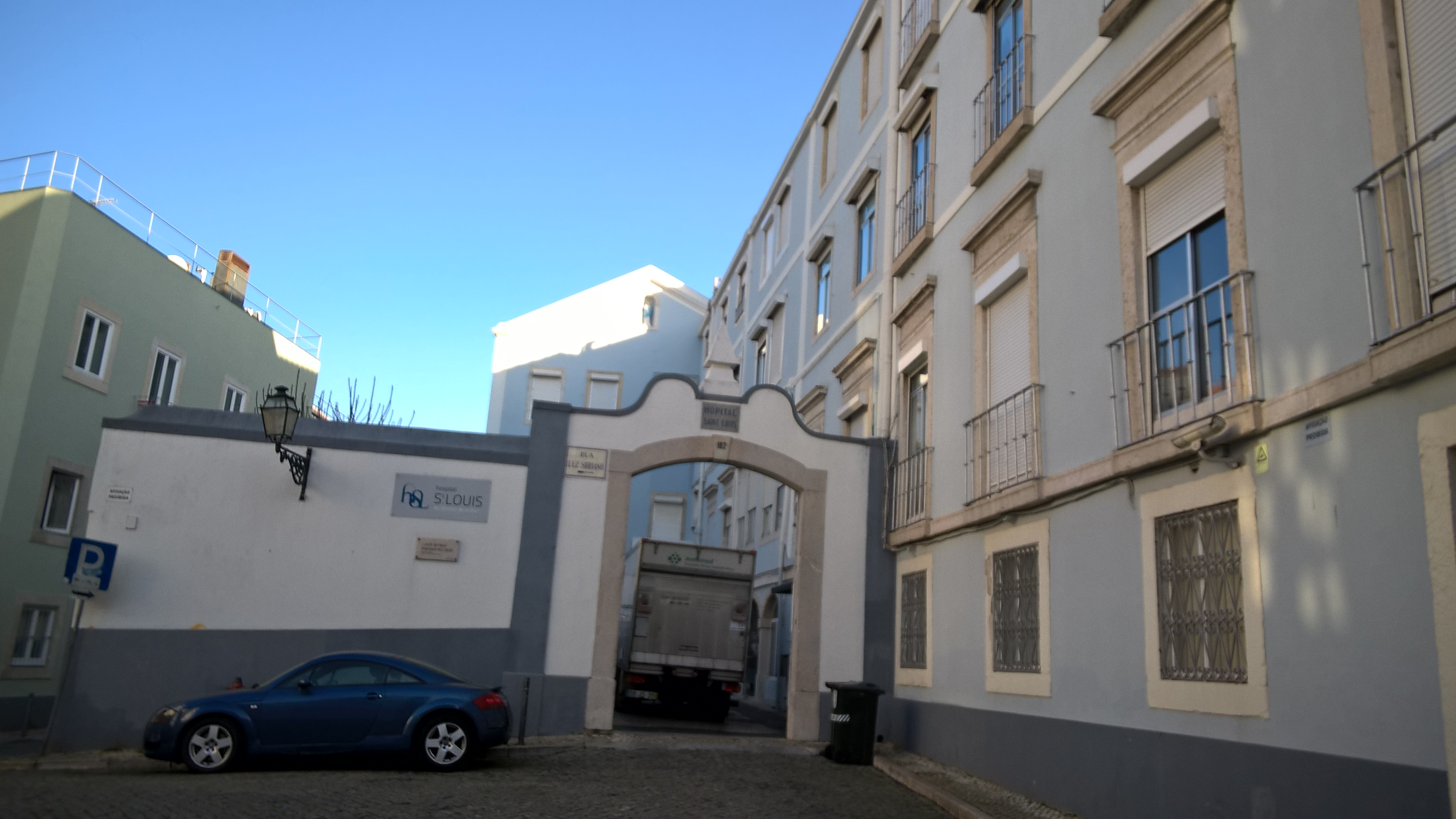
Palácio do Cunhal das Bolas, em Lisboa, onde está presentemente instalado o Hospital de S. Luís

Célebre palácio lisboeta da Renascença, sito na Rua da Rosa, no Bairro Alto, e que se caracteriza por ter a dar para a rua, num dos seus grandes cunhais de pedra, bolas largas de cantaria esculpida que, diz-se, eram inicialmente revestidas de ouro verdadeiro.
A partir de fins do século XVII verificou-se em Portugal um aumento do interesse da aristocracia em patrocinar o estudo da cultura clássica. Constituíram-se academias particulares, uma das quais, a Academia dos Generosos, surgida em 1647, teve actividade brilhante sob o mecenato do Conde da Ericeira, cerca de 1717; reunia-se esta Academia inicialmente em Lisboa, no Palácio do Cunhal das Bolas.

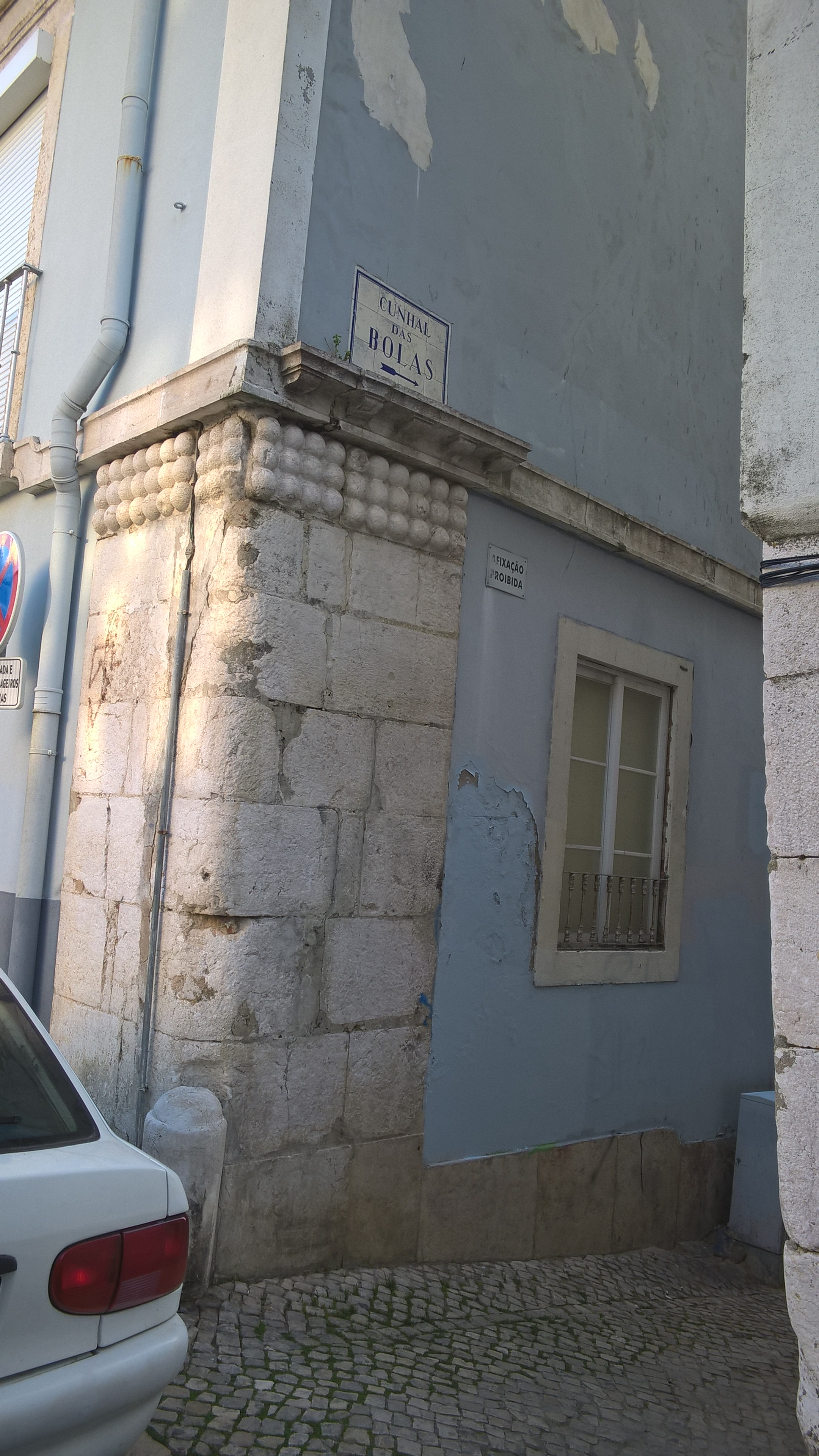
O Cunhal das Bolas, em Lisboa, numa das esquinas do edifício do Hospital de S. Luís.

Na segunda metade do sc. XVIII, depois de ter sido já possuida por vários proprietários esta casa singular, chamavam ao dono do palácio a alcunha de Pilatos, e, tendo-o ele vendido então à família dos Mello e Castro, alcaides-mores de Colares, no tempo do capitão-general dos Açores, e último governador de Mazagão, Diniz Gregório de Mello e Castro de Mendonça, foi este fidalgo, e por extensão outros descendentes seus, até ao sc. XX, abrangidos pela mesma designação em estilo de amiga brincadeira. A família Mello e Castro, residente em Angra dos Reis, e depois na Corte do Rio de Janeiro, estabeleceu ali a sua residência lisboeta, vindo a casa a ser vendida na segunda metade do sc. XIX por D. Maria Rosa de Mello e Castro Ataíde Costa Mendonça e Sousa, última sra. da Casa dos Mello e Castros, morgada do Alcube em Azeitão, e herdeira dos vínculos do Duque da Terceira, e dos Sousa e Meneses, copeiros-mores do Reino, etc., que no seu oratório casara durante o reinado de D. Miguel, com D. Pedro da Cunha Mendonça e Meneses, filho do segundo marquês de Olhão.
Actualmente adaptado o palácio em Hospital de S. Luís dos Franceses, nele vieram a morrer em 1935 o grande poeta Fernando Pessoa e mais tarde o pintor Almada Negreiros.